# TEF
TEF(てふ、ソフトウェアテスト技術者交流会、英: Testing Engineer's Forum)はソフトウェアテストに関わる技術者や研究者のコミュニティである。メーリングリストとWikiを中心に活動が行われている。設立・運営は西康晴。

## 概要
TEFはメーリングリストを主体としたコミュニティであり、ソフトウェアテストに関する議論や情報共有を行っている。参加者は推定として2000人を超えると見積もられている。
また議論や情報共有以外の活動として、2000年ごろからソフトウェアテストの海外書籍の共同翻訳を複数手掛けている。また参加者を介してJaSSTやWACATE、JSTQBなど日本国内の有力なイベント・コミュニティとつながりを持っているほか、部会の活動としてFOSSの開発支援やテスト設計方法論の検討等も行っている。

## 歴史
- 1998年 : 西康晴により発足
- 2000年 : TEF主体の勉強会開催
- 2006年 : 地方部会としててふかん(TEF関西)が発足される。
- 2007年 : FOSSを扱う部会としてTestLink日本語化部会が発足される。TestLink日本語化部会はTestLinkの翻訳を進めるほか、オープンソース開発に積極的に関わるようになる。
- 2008年 : コミュニケーションツールとしてWikiが構築される。

## TEFが翻訳した書籍
- 『基本から学ぶソフトウェアテスト―テストの「プロ」を目指す人のために』 日経BP社, 2001 Cem Kaner, Hung Quoc Nguyen, Jack Falk (原著) ISBN 978-4822281137
- 『ソフトウェアテスト293の鉄則』 日経BP社, 2003 Cem Kaner, James Bach, Bret Pettichord (原著) ISBN 978-4822281540
- 『基本から学ぶテストプロセス管理―コンピュータシステムのテストを成功させるために』 日経BP社, 2004 Rex Black (原著) ISBN 978-4822281991
- 『ソフトウェアテスト12の必勝プロセス-テストの計画・準備・実行・改善を究めるために』[1] 日経BP社, 2005 Rex Black (原著) ISBN 978-4822282127